# Galium oresbium
Galium oresbium är en måreväxtart som beskrevs av Jesse More Greenman. Galium oresbium ingår i släktet måror, och familjen måreväxter. Inga underarter finns listade i Catalogue of Life.